# Liga de Campeones de la AFC 2013
La Liga de Campeones de la AFC 2013 fue la 32.ª edición de la competición de fútbol a nivel de clubes más importante del continente asiático, organizada por la Confederación Asiática de Fútbol (AFC), y la 11.ª bajo el actual formato de Liga de Campeones de la AFC. El campeón logró una plaza para disputar Copa Mundial de Clubes de la FIFA 2013. El Ulsan Hyundai FC surcoreano es el vigente campeón.

## Distribución de equipos por país
La AFC estableció el procedimiento para la determinación de las asociaciones participantes y la asignación de franjas horarias, con la inspección de las asociaciones interesadas en participar en la Liga de Campeones de la AFC presentadas en 2012, y la decisión final que se hizo por la AFC en noviembre de 2012.
Los siguientes son los criterios para la participación en la Liga de Campeones de la AFC fueron propuestas por la AFC en julio de 2012:
- Los miembros de cada federación tiene que adquirir un número mínimo de 600 puntos de un máximo de 1000 de acuerdo con el sistema de evaluación de la AFC para tener derecho a la participación.
- Los espacios de cada miembro elegible se deciden sobre la base de los puntos en el ranking de los miembros de las federaciones:
  - Las dos federaciones con mejor coeficiente, tanto en el Este como del Oeste, consiguen cuatro plazas directas cada uno.
  - La tercera federación con el mejor coeficiente consigue tres plazas directas y una por playoff.
  - La cuarta federación con el mejor coeficiente consigue dos plazas directas y una por playoff.
  - La quinta federación con el mejor coeficiente consigue una plaza directas y una por playoff.
  - Las sextas, séptimas y octavas mejores federaciones consiguen una plaza previa por playoff cada una.

El 29 de noviembre de 2012, el Comité Ejecutivo de la AFC aprobó las plazas para la edición 2013 de la Liga de Campeones de la AFC. Un total de 35 entradas (29 plazas directos y 6 por playoffs) se asignan en función de la evaluación de la AFC, sin embargo, esta asignación final de las franjas horarias no corresponde plenamente a la propuesta anterior.
| Zona Oeste Asiático | Zona Oeste Asiático    | Zona Oeste Asiático | Zona Oeste Asiático  | Zona Oeste Asiático  | Zona Oeste Asiático | Zona Oeste Asiático | Zona Oeste Asiático | Zona Oeste Asiático |
| Asociación          | Asociación             | Puntos              | AFC Champions League | AFC Champions League | AFC Cup             | AFC Cup             | AFC Cup             | AFC President's Cup |
| Asociación          | Asociación             | Puntos              | Fase de Grupos       | Ronda de Play-Off    | Fase de Grupos      | Ronda de Play-Off   | Ronda Previa        | Fase de Grupos      |
| ------------------- | ---------------------- | ------------------- | -------------------- | -------------------- | ------------------- | ------------------- | ------------------- | ------------------- |
| 1                   | Arabia Saudíta         | 860.5               | 4                    |                      |                     |                     |                     |                     |
| 2                   | Catar                  | 838.2               | 4                    |                      |                     |                     |                     |                     |
| 3                   | Irán                   | 813.5               | 3                    | 1                    |                     |                     |                     |                     |
| 4                   | Emiratos Árabes Unidos | 750.2               | 2                    | 2                    |                     |                     |                     |                     |
| 5                   | Uzbekistán             | 680.8               | 2                    | 1                    |                     |                     |                     |                     |
| 6                   | Jordania               | −128.7              |                      |                      | 2                   |                     |                     |                     |
| 7                   | Baréin                 | -                   |                      |                      | 2                   |                     |                     |                     |
| 8                   | Irak                   | -                   |                      |                      | 2                   |                     |                     |                     |
| 9                   | Kuwait                 | -                   |                      |                      | 2                   |                     |                     |                     |
| 10                  | Líbano                 | -                   |                      |                      | 2                   |                     |                     |                     |
| 11                  | Omán                   | -                   |                      |                      | 2                   |                     |                     |                     |
| 12                  | Tayikistán             | -                   |                      |                      | 1                   | 1                   |                     |                     |
| 13                  | Siria                  | -                   |                      |                      | 1                   |                     | 1                   |                     |
| 14                  | Yemen                  | -                   |                      |                      | 1                   |                     | 1                   |                     |
| 15                  | Bangladés              |                     |                      |                      |                     |                     |                     | 1                   |
| 16                  | Bután                  | -                   |                      |                      |                     |                     |                     | 1                   |
| 17                  | Kirguistán             | -                   |                      |                      |                     |                     |                     | 1                   |
| 18                  | Nepal                  | -                   |                      |                      |                     |                     |                     | 1                   |
| 19                  | Pakistán               | -                   |                      |                      |                     |                     |                     | 1                   |
| 20                  | Palestina              | -                   |                      |                      |                     |                     |                     | 1                   |
| 21                  | Sri Lanka              | -                   |                      |                      |                     |                     |                     | 1                   |
| 22                  | Turkmenistán           | -                   |                      |                      |                     |                     |                     | 1                   |
| 23                  | Afganistán             | -                   |                      |                      |                     |                     |                     | 0                   |
| Total Participantes | Total Participantes    | Total Participantes | 15                   | 4                    | 15                  | 1                   | 2                   | 8                   |
| Total Participantes | Total Participantes    | Total Participantes | 18                   | 18                   | 18                  | 18                  | 18                  | 8                   |

- Jordania era elegible para la Liga de Campeones de la AFC pero no tenía las licencias requeridas
- Un cupo de fase de grupos de Uzbekistán fue movido a la Zona Este
- Un club de Baréin se retiró por lo que Tayikistán, Siria y Yemen subieron una ronda en la Copa AFC
- Tayikistán fue promovido de la Copa Presidente de la AFC a la Copa AFC para esta temporada
- Afganistán era elegible para la Copa Presidente de la AFC pero desistió su participación
- Bangladés y Bután geográficamente pertenecen a la Zona Este

| Zona Este Asiático  | Zona Este Asiático  | Zona Este Asiático  | Zona Este Asiático   | Zona Este Asiático   | Zona Este Asiático | Zona Este Asiático | Zona Este Asiático | Zona Este Asiático  |
| Asociación          | Asociación          | Puntos              | AFC Champions League | AFC Champions League | AFC Cup            | AFC Cup            | AFC Cup            | AFC President's Cup |
| Asociación          | Asociación          | Puntos              | Fase de Grupos       | Ronda de Play-Off    | Fase de Grupos     | Ronda de Play-Off  | Ronda Previa       | Fase de Grupos      |
| ------------------- | ------------------- | ------------------- | -------------------- | -------------------- | ------------------ | ------------------ | ------------------ | ------------------- |
| 1                   | Japón               | 946.8               | 4                    |                      |                    |                    |                    |                     |
| 2                   | República de Corea  | 886.6               | 4                    |                      |                    |                    |                    |                     |
| 3                   | China               | 796.7               | 4                    |                      |                    |                    |                    |                     |
| 4                   | Australia           | 567.0               | 1                    | 1                    |                    |                    |                    |                     |
| 5                   | Tailandia           | 177.2               | 1                    | 1                    |                    |                    |                    |                     |
| 6                   | India               | −106.4              |                      |                      | 2                  |                    |                    |                     |
| 7                   | Singapur            | −135.1              |                      |                      | 2                  |                    |                    |                     |
| 8                   | Vietnam             | −815.7              |                      |                      | 2                  |                    |                    |                     |
| 9                   | Birmania            | -                   |                      |                      | 2                  |                    |                    |                     |
| 10                  | Hong Kong           | -                   |                      |                      | 2                  |                    |                    |                     |
| 11                  | Indonesia           | -                   |                      |                      | 2                  |                    |                    |                     |
| 12                  | Malasia             | -                   |                      |                      | 2                  |                    |                    |                     |
| 13                  | Maldivas            | -                   |                      |                      | 2                  |                    |                    |                     |
| 14                  | Camboya             | -                   |                      |                      |                    |                    |                    | 1                   |
| 15                  | Filipinas           | -                   |                      |                      |                    |                    |                    | 1                   |
| 16                  | Mongolia            | -                   |                      |                      |                    |                    |                    | 1                   |
| 17                  | Taiwán              | -                   |                      |                      |                    |                    |                    | 1                   |
| 18                  | Brunéi Darussalam   | -                   |                      |                      |                    |                    |                    | 0                   |
| 19                  | Guam                | -                   |                      |                      |                    |                    |                    | 0                   |
| 20                  | Laos                | -                   |                      |                      |                    |                    |                    | 0                   |
| 21                  | Macao               | -                   |                      |                      |                    |                    |                    | 0                   |
| 22                  | RPD Corea           | -                   |                      |                      |                    |                    |                    | 0                   |
| 23                  | Timor Oriental      | -                   |                      |                      |                    |                    |                    | 0                   |
| Total Participantes | Total Participantes | Total Participantes | 14                   | 2                    | 16                 | 0                  | 0                  | 4                   |
| Total Participantes | Total Participantes | Total Participantes | 16                   | 16                   | 16                 | 16                 | 16                 | 4                   |

- India, Singapur y Vietnam eran elegibles para la Liga de Campeones de la AFC pero no tenían las licencias requeridas
- Guam y Laos, Macao, RPD Corea y Timor Oriental eran elegibles para la Copa Presidente de la AFC pero desistieron su participación
- India y Maldivas geográficamente pertenecen a la Zona Oeste

## Equipos participantes
Los siguientes equipos lograron su clasificación para la Liga de Campeones de la AFC 2013.
| Clasificados a la fase de grupos: zona Asia Occidental (Grupos A–D) | Clasificados a la fase de grupos: zona Asia Occidental (Grupos A–D)                 | Clasificados a la fase de grupos: zona Asia Occidental (Grupos A–D) | Clasificados a la fase de grupos: zona Asia Occidental (Grupos A–D) |
| Equipo                                                              | Forma clasificación                                                                 | Part.*                                                              | Última part.                                                        |
| ------------------------------------------------------------------- | ----------------------------------------------------------------------------------- | ------------------------------------------------------------------- | ------------------------------------------------------------------- |
| Al-Shabab                                                           | Campeón de la Primera División de Arabia Saudí 2011–12                              | 7                                                                   | 2011                                                                |
| Al-Ahli                                                             | Campeón de la Copa del Rey de Campeones 2012 y de la Primera División Saudí 2011–12 | 6                                                                   | 2012                                                                |
| Al-Hilal                                                            | 3º en Primera División de Arabia Saudí 2011–12                                      | 9                                                                   | 2012                                                                |
| Al-Ettifaq                                                          | 4º en Primera División de Arabia Saudí 2011–12                                      | 3                                                                   | 2012                                                                |
| Lekhwiya                                                            | Campeón de la Qatar Stars League 2011-12                                            | 2                                                                   | 2012                                                                |
| Al-Gharafa                                                          | Campeón de la Copa del Emir de Catar 2012                                           | 8                                                                   | 2012                                                                |
| El Jaish                                                            | Subcampeón de la Qatar Stars League 2011–12                                         | 1                                                                   | ninguna                                                             |
| Al-Rayyan                                                           | 3º en Qatar Stars League 2011-12                                                    | 5                                                                   | 2012                                                                |
| Sepahan                                                             | Campeón de la Copa del Golfo Persa 2011–12                                          | 9                                                                   | 2012                                                                |
| Esteghlal                                                           | 3º en la Copa Hazfi y en la Copa del Golfo Persa 2011–12                            | 6                                                                   | 2012                                                                |
| Tractor Sazi                                                        | Subcampeón de la Copa del Golfo Persa 2011–12                                       | 1                                                                   | ninguna                                                             |
| Al-Ain                                                              | Campeón de la Liga de los Emiratos 2011–12                                          | 8                                                                   | 2011                                                                |
| Al-Jazira                                                           | Campeón de la Copa Presidente de EAU 2011–12                                        | 5                                                                   | 2012                                                                |
| Pakhtakor                                                           | Campeón de la Liga Uzbeka 2012                                                      | 11                                                                  | 2012                                                                |
| Clasificados a los play-off: zona Asia Occidental                   |                                                                                     |                                                                     |                                                                     |
| Saba Qom                                                            | 4º en la Copa del Golfo Persa 2011–12                                               | 3                                                                   | 2009                                                                |
| Al-Nasr                                                             | Subcampeón de la Liga de los Emiratos 2011–12                                       | 2                                                                   | 2012                                                                |
| Al-Shabab Al-Arabi                                                  | 3º en la Liga de los Emiratos 2011–12                                               | 3                                                                   | 2012                                                                |
| Lokomotiv Tashkent                                                  | 3º en la Liga Uzbeka 2012                                                           | 1                                                                   | ninguna                                                             |

| Clasificados a la fase de grupos: zona Asia Oriental (Grupos E–H) | Clasificados a la fase de grupos: zona Asia Oriental (Grupos E–H)  | Clasificados a la fase de grupos: zona Asia Oriental (Grupos E–H) | Clasificados a la fase de grupos: zona Asia Oriental (Grupos E–H) |
| Equipo                                                            | Forma clasificación                                                | Part.*                                                            | Última part.                                                      |
| ----------------------------------------------------------------- | ------------------------------------------------------------------ | ----------------------------------------------------------------- | ----------------------------------------------------------------- |
| Sanfrecce Hiroshima                                               | Campeón de la J. League Division 1 2012                            | 2                                                                 | 2010                                                              |
| Kashiwa Reysol                                                    | Campeón de la Copa del Emperador 2012                              | 2                                                                 | 2012                                                              |
| Vegalta Sendai                                                    | Subcampeón de la J. League Division 1 2012                         | 1                                                                 | ninguna                                                           |
| Urawa Red Diamonds                                                | 3º en J. League Division 1 2012                                    | 3                                                                 | 2008                                                              |
| Seoul                                                             | Campeón de la K-League 2012                                        | 3                                                                 | 2011                                                              |
| Pohang Steelers                                                   | Campeón de la Korean FA Cup 2012 3º en K-League 2012               | 5                                                                 | 2012                                                              |
| Jeonbuk Hyundai Motors                                            | Subcampeón de la K-League 2012                                     | 7                                                                 | 2012                                                              |
| Suwon Samsung Bluewings                                           | 4º en K-League 2012                                                | 5                                                                 | 2011                                                              |
| Guangzhou Evergrande                                              | Campeón de la Superliga de China 2012 y de la Copa de China 2012   | 2                                                                 | 2012                                                              |
| Jiangsu Sainty                                                    | Subcampeón de la Superliga de China 2012                           | 1                                                                 | ninguna                                                           |
| Beijing Guoan                                                     | 3º en Superliga de China 2012                                      | 5                                                                 | 2012                                                              |
| Guizhou Renhe                                                     | 4º en Super Liga China 2012                                        | 1                                                                 | ninguna                                                           |
| Bunyodkor†                                                        | Campeón de la Copa de Uzbekistán Subcampeón de la Liga Uzbeka 2012 | 6                                                                 | 2012                                                              |
| Central Coast Mariners                                            | Primero en A-League 2011-12 (temporada regular)                    | 3                                                                 | 2012                                                              |
| Muangthong United                                                 | Campeón de la Thai Premier League 2012                             | 3                                                                 | 2011                                                              |
| Clasificados a los play-off: zona Asia Oriental                   |                                                                    |                                                                   |                                                                   |
| Brisbane Roar                                                     | Campeón de la A-League 2011-12                                     | 2                                                                 | 2012                                                              |
| Buriram United                                                    | Campeón de la Copa de Tailandia 2012                               | 3                                                                 | 2012                                                              |

Notas
- (*) Número de apariciones (incluyendo rondas de clasificación) desde la temporada 2002-03, cuando la competición fue renombrada Liga de Campeones de la AFC.
- (†) Una de las plazas directas a la fase de grupos de Uzbekistán se trasladó a la zona de Asia Oriental.

## Calendario
El calendario de la competición 2013 es el siguiente:
| Fase           | Ronda            | Fecha sorteo                                   | Ida                           | Vuelta                        |
| -------------- | ---------------- | ---------------------------------------------- | ----------------------------- | ----------------------------- |
| Fase previa    | Final            | 6 de diciembre de 2012 (Kuala Lumpur, Malasia) | 9 de febrero de 2013          | 9 de febrero de 2013          |
| Fase de grupos | Jornada 1        | 6 de diciembre de 2012 (Kuala Lumpur, Malasia) | 26–27 de febrero de 2013      | 26–27 de febrero de 2013      |
| Fase de grupos | Jornada 2        | 6 de diciembre de 2012 (Kuala Lumpur, Malasia) | 12–13 de marzo de 2013        | 12–13 de marzo de 2013        |
| Fase de grupos | Jornada 3        | 6 de diciembre de 2012 (Kuala Lumpur, Malasia) | 2–3 de abril de 2013          | 2–3 de abril de 2013          |
| Fase de grupos | Jornada 4        | 6 de diciembre de 2012 (Kuala Lumpur, Malasia) | 9–10 de abril de 2013         | 9–10 de abril de 2013         |
| Fase de grupos | Jornada 5        | 6 de diciembre de 2012 (Kuala Lumpur, Malasia) | 23–24 de abril de 2013        | 23–24 de abril de 2013        |
| Fase de grupos | Jornada 6        | 6 de diciembre de 2012 (Kuala Lumpur, Malasia) | 30 de abril–1 de mayo de 2013 | 30 de abril–1 de mayo de 2013 |
| Fase final     | Octavos de final | 6 de diciembre de 2012 (Kuala Lumpur, Malasia) | 14–15 de mayo de 2013         | 21–22 de mayo de 2013         |
| Fase final     | Cuartos de final | 20 de junio de 2013 (Kuala Lumpur, Malasia)    | 21 de agosto de 2013          | 18 de septiembre de 2013      |
| Fase final     | Semifinales      | 20 de junio de 2013 (Kuala Lumpur, Malasia)    | 25 de septiembre de 2013      | 2 de octubre de 2013          |
| Fase final     | Final            | 20 de junio de 2013 (Kuala Lumpur, Malasia)    | 25 o 26 de octubre de 2013    | 8 o 9 de noviembre de 2013    |

### Cambios de formato
Se realizaron los siguientes cambios en el formato de la competición en comparación con el año anterior:
- En 2013, los eliminados en los play-off de la Liga de Campeones ya no entran en la Copa de la AFC.
- A partir de 2013, los octavos de final se juegan a doble partido, en formato de ida y vuelta, en lugar de a un único partido.[3]
- En 2013, la final se juega a doble partido, en formato de ida y vuelta, en lugar de a un único partido en el estadio de uno de los dos finalistas, como se había disputado hasta ahora.[7] Este formato volverá a variar en el futuro.

## Fase previa
La fase previa consistió en tres play-off disputados a partido único el 9 y 13 de febrero de 2013.
| Equipo 1        | Resultado             | Equipo 2           |
| Zona Occidental | Zona Occidental       | Zona Occidental    |
| --------------- | --------------------- | ------------------ |
| Saba Qom        | 1–1 (t. s.) (3-5 p.)  | Al-Shabab Al-Arabi |
| Al-Nasr         | 3–2                   | Lokomotiv Tashkent |
| Zona Oriental   |                       |                    |
| Buriram United  | 0–01 (t. s.) (3-0 p.) | Brisbane Roar      |

Notas
- Nota 1: El Brisbane Roar debió haber jugado la eliminatoria como local como estipuló el sorteo original, pero más tarde se cambió y el partido se celebró en Tailandia por acuerdo entre los dos equipos, debido a una reprogramación del partido de la fecha original.[8]

### Zona Asia Occidental
| 9 de febrero de 2013 | Saba Qom                                   | 1–1 (t. s.)(3–5 p.)        | Al-Shabab Al-Arabi                        | Yadegar-e Emam Stadium, Qom                                              |                                                                          |
|                      | Razaghirad 4'                              | Reporte                    | Dhahi 89'                                 | Asistencia: 6.552 espectadores Árbitro(s): Malik Abdul Bashir (Singapur) | Asistencia: 6.552 espectadores Árbitro(s): Malik Abdul Bashir (Singapur) |
|                      |                                            | Tiros desde el punto penal |                                           |                                                                          |                                                                          |
|                      | Bakhtiarizadeh · Eslami · Fallah · Rezaian |                            | Edgar · Ibrahim · Ciel · Masood · Marzooq |                                                                          |                                                                          |

| 9 de febrero de 2013 | Al-Nasr                                         | 3–2     | Lokomotiv Tashkent           | Al-Maktoum Stadium, Dubái                                       |                                                                 |
|                      | Morimoto 30' · Fardan 78' · Léo Lima 89' (pen.) | Reporte | Karpenko 71' · Kholmatov 76' | Asistencia: 3.825 espectadores Árbitro(s): Masaaki Toma (Japón) | Asistencia: 3.825 espectadores Árbitro(s): Masaaki Toma (Japón) |

### Zona Asia Oriental
| 13 de febrero de 2013 | Buriram United             | 0–0 (t. s.)(3–0 p.)        | Brisbane Roar            | New I-Mobile Stadium, Buriram                                            |                                                                          |
|                       |                            | Reporte                    |                          | Asistencia: 14.482 espectadores Árbitro(s): Kim Dong-Jin (Corea del Sur) | Asistencia: 14.482 espectadores Árbitro(s): Kim Dong-Jin (Corea del Sur) |
|                       |                            | Tiros desde el punto penal |                          |                                                                          |                                                                          |
|                       | Osmar · Chappuis · Jirawat |                            | Broich · Berisha · Meyer |                                                                          |                                                                          |

## Fase de grupos
Un total de 32 equipos harán parte de esta edición 2013 de la Liga de Campeones de la AFC, 29 equipos ya están clasificados en la fase de grupos y 3 equipos previamente clasificaron en una fase previa.

### Grupo A
| Pos. | Equipo       | Pts. | PJ | G | E | P | GF | GC | Dif. | Clasificación |     | SHB | JSH | JAZ | TRA |
| ---- | ------------ | ---- | -- | - | - | - | -- | -- | ---- | ------------- | --- | --- | --- | --- | --- |
| 1    | Al-Shabab    | 13   | 6  | 4 | 1 | 1 | 7  | 5  | +2   | Segunda final |     | —   | 2–0 | 2–1 | 1–0 |
| 2    | El Jaish     | 11   | 6  | 3 | 2 | 1 | 14 | 9  | +5   | Segunda final |     | 3–0 | —   | 3–1 | 3–3 |
| 3    | Al-Jazira    | 5    | 6  | 1 | 2 | 3 | 7  | 10 | −3   |               |     | 1–1 | 1–1 | —   | 2–0 |
| 4    | Tractor Sazi | 4    | 6  | 1 | 1 | 4 | 8  | 12 | −4   |               | 0–1 | 2–4 | 3–1 | —   |     |

 Fuente: 

### Grupo B
| Pos. | Equipo             | Pts. | PJ | G | E | P | GF | GC | Dif. | Clasificación |     | LEK | SHA | ETT | PAK |
| ---- | ------------------ | ---- | -- | - | - | - | -- | -- | ---- | ------------- | --- | --- | --- | --- | --- |
| 1    | Lekhwiya           | 11   | 6  | 3 | 2 | 1 | 10 | 7  | +3   | Segunda fase  |     | —   | 2–1 | 2–0 | 3–1 |
| 2    | Al-Shabab Al-Arabi | 9    | 6  | 3 | 0 | 3 | 8  | 9  | −1   | Segunda fase  |     | 3–1 | —   | 1–0 | 0–1 |
| 3    | Al-Ettifaq         | 7    | 6  | 2 | 1 | 3 | 6  | 5  | +1   |               |     | 0–0 | 4–1 | —   | 2–0 |
| 4    | Pakhtakor          | 7    | 6  | 2 | 1 | 3 | 6  | 9  | −3   |               | 2–2 | 1–2 | 1–0 | —   |     |

 Fuente: 

### Grupo C
| Pos. | Equipo     | Pts. | PJ | G | E | P | GF | GC | Dif. | Clasificación |     | AHL | GHA | SEP | NAS |
| ---- | ---------- | ---- | -- | - | - | - | -- | -- | ---- | ------------- | --- | --- | --- | --- | --- |
| 1    | Al-Ahli    | 14   | 6  | 4 | 2 | 0 | 16 | 8  | +8   | Fase final    |     | —   | 2–0 | 4–1 | 2–2 |
| 2    | Al-Gharafa | 10   | 6  | 3 | 1 | 2 | 13 | 11 | +2   | Fase final    |     | 2–2 | —   | 3–1 | 3–1 |
| 3    | Sepahan    | 9    | 6  | 3 | 0 | 3 | 12 | 13 | −1   |               |     | 2–4 | 3–1 | —   | 3–0 |
| 4    | Al-Nasr    | 1    | 6  | 0 | 1 | 5 | 7  | 16 | −9   |               | 1–2 | 2–4 | 1–2 | —   |     |

 Fuente: 

### Grupo D
| Pos. | Equipo    | Pts. | PJ | G | E | P | GF | GC | Dif. | Clasificación |     | EST | HIL | AIN | RAY |
| ---- | --------- | ---- | -- | - | - | - | -- | -- | ---- | ------------- | --- | --- | --- | --- | --- |
| 1    | Esteghlal | 13   | 6  | 4 | 1 | 1 | 11 | 5  | +6   | Segunda fase  |     | —   | 0–1 | 2–0 | 3–0 |
| 2    | Al-Hilal  | 12   | 6  | 4 | 0 | 2 | 10 | 6  | +4   | Segunda fase  |     | 1–2 | —   | 2–0 | 3–1 |
| 3    | Al-Ain    | 6    | 6  | 2 | 0 | 4 | 6  | 9  | −3   |               |     | 0–1 | 3–1 | —   | 2–1 |
| 4    | Al-Rayyan | 4    | 6  | 1 | 1 | 4 | 7  | 14 | −7   |               | 3–3 | 0–2 | 2–1 | —   |     |

 Fuente: ScoresPro

### Grupo E
| Pos. | Equipo         | Pts. | PJ | G | E | P | GF | GC | Dif. | Clasificación |     | SEO | BUR | JIA | SEN |
| ---- | -------------- | ---- | -- | - | - | - | -- | -- | ---- | ------------- | --- | --- | --- | --- | --- |
| 1    | FC Seoul       | 11   | 6  | 3 | 2 | 1 | 11 | 5  | +6   | Segunda fase  |     | —   | 2–2 | 5–1 | 2–1 |
| 2    | Buriram United | 7    | 6  | 1 | 4 | 1 | 6  | 6  | 0    | Segunda fase  |     | 0–0 | —   | 2–0 | 1–1 |
| 3    | Jiangsu Sainty | 7    | 6  | 2 | 1 | 3 | 5  | 10 | −5   |               |     | 0–2 | 2–0 | —   | 0–0 |
| 4    | Vegalta Sendai | 6    | 6  | 1 | 3 | 2 | 5  | 6  | −1   |               | 1–0 | 1–1 | 1–2 | —   |     |

 Fuente: 
Notas:
1. 1 2  Buriram United y Jiangsu Sainty empataron en el enfrentamiento directo (3 pts, 0 GD, 2 GF), por lo que el desempate fue por la diferencia de goles.

### Grupo F
| Pos. | Equipo                 | Pts. | PJ | G | E | P | GF | GC | Dif. | Clasificación |     | GUA | JEO | URA | MUA |
| ---- | ---------------------- | ---- | -- | - | - | - | -- | -- | ---- | ------------- | --- | --- | --- | --- | --- |
| 1    | Guangzhou Evergrande   | 11   | 6  | 3 | 2 | 1 | 14 | 5  | +9   | Segunda fase  |     | —   | 0–0 | 3–0 | 4–0 |
| 2    | Jeonbuk Hyundai Motors | 10   | 6  | 2 | 4 | 0 | 10 | 6  | +4   | Segunda fase  |     | 1–1 | —   | 2–2 | 2–0 |
| 3    | Urawa Red Diamonds     | 10   | 6  | 3 | 1 | 2 | 11 | 11 | 0    |               |     | 3–2 | 1–3 | —   | 4–1 |
| 4    | Muangthong United      | 1    | 6  | 0 | 1 | 5 | 4  | 17 | −13  |               | 1–4 | 2–2 | 0–1 | —   |     |

 Fuente: 
Notas:
1. 1 2  Enfrentamiento directo (Jeonbuk 4 pts, Urawa 1 pt).

### Grupo G
| Pos. | Equipo              | Pts. | PJ | G | E | P | GF | GC | Dif. | Clasificación |     | BUN | BEI | POH | HIR |
| ---- | ------------------- | ---- | -- | - | - | - | -- | -- | ---- | ------------- | --- | --- | --- | --- | --- |
| 1    | Bunyodkor           | 10   | 6  | 2 | 4 | 0 | 6  | 3  | +3   | Segunda fase  |     | —   | 0–0 | 2–2 | 0–0 |
| 2    | Beijing Guoan       | 9    | 6  | 2 | 3 | 1 | 4  | 2  | +2   | Segunda fase  |     | 0–1 | —   | 2–0 | 2–1 |
| 3    | Pohang Steelers     | 7    | 6  | 1 | 4 | 1 | 5  | 6  | −1   |               |     | 1–1 | 0–0 | —   | 1–1 |
| 4    | Sanfrecce Hiroshima | 3    | 6  | 0 | 3 | 3 | 2  | 6  | −4   |               | 0–2 | 0–0 | 0–1 | —   |     |

 Fuente: 

### Grupo H
| Pos. | Equipo                  | Pts. | PJ | G | E | P | GF | GC | Dif. | Clasificación |     | KSW | CCM | GUI | SUW |
| ---- | ----------------------- | ---- | -- | - | - | - | -- | -- | ---- | ------------- | --- | --- | --- | --- | --- |
| 1    | Kashiwa Reysol          | 14   | 6  | 4 | 2 | 0 | 14 | 4  | +10  | Segunda fase  |     | —   | 3–1 | 1–1 | 0–0 |
| 2    | Central Coast Mariners  | 7    | 6  | 2 | 1 | 3 | 5  | 9  | −4   | Segunda fase  |     | 0–3 | —   | 2–1 | 0–0 |
| 3    | Guizhou Renhe           | 6    | 6  | 1 | 3 | 2 | 6  | 7  | −1   |               |     | 0–1 | 2–1 | —   | 2–2 |
| 4    | Suwon Samsung Bluewings | 4    | 6  | 0 | 4 | 2 | 4  | 9  | −5   |               | 2–6 | 0–1 | 0–0 | —   |     |

 Fuente: 